# Elisabeth Bielenstein-Frankl
Elisabeth Bielenstein-Frankl, född 26 februari 1923 i Hildesheim i Tyskland, död 15 september 1987, var en svensk konstnär och journalist.
Hon var dotter till pastorn Max Bielenstein och Erika von Gruenewaldt samt gift med Heinrich Frankl.
Bielenstein-Frankl studerade vid Otte Skölds målarskola i Stockholm 1842–1943 och för Peter Rostrup Bøyesen i Köpenhamn 1946–1948 och företog därefter en studieresa till Frankrike. Hon medverkade i en samlingsutställning tillsammans med 15 andra unga stockholmskonstnärer i Sundsvall 1943. Bland hennes offentliga arbeten märks en väggmålning i tempera på Ammarnäs församlingssal.
Hon var anställd som journalist vid Sveriges Radio 1958–1961, Aftonbladet 1961–1969 och därefter vid Expressen,